# خانواده کوچک ما
خانواده کوچک ما فیلمی به کارگردانی شاپور قریب و نویسندگی سید محسن وزیری محصول سال ۱۳۷۰ است.

## بازیگران
- جمشید مشایخی
- حسین وزیری
- فاطمه سرمیلی
- عنایت‌الله بخشی
- فاطمه طاهری
- فاطمه حسین‌ملا
- محمدرضا ذاکرزاده
- سیدعلی فروتن‌مقدم
- پوران ناظمی
- فاطمه دیهلول
- ناهید سرمیلی
- مرتضی نیکخواه
- اکبر رستگار
- اصغر رستگار
- حسین خویی
- حسین حاجی‌لو
- سعید ابراهیمی‌فر
- حمزه ابراهیمی‌راد
- غفار دانشور
- داوود تقی‌بیگی
- محمد حاجی‌پور
- محمد نوع‌دوست